# Epidendrum porphyreum
Epidendrum porphyreum är en orkidéart som beskrevs av John Lindley. Epidendrum porphyreum ingår i släktet Epidendrum och familjen orkidéer. Inga underarter finns listade i Catalogue of Life.